# ماريا أونيل
ماريا أونيل (بالبرتغالية: Maria O'Neill‏) هي كاتِبة وشاعرة برتغالية، ولدت في 19 نوفمبر 1873 في لشبونة في البرتغال، وتوفيت في 23 مارس 1932 في البرازيل.